# Edward Norman Baker

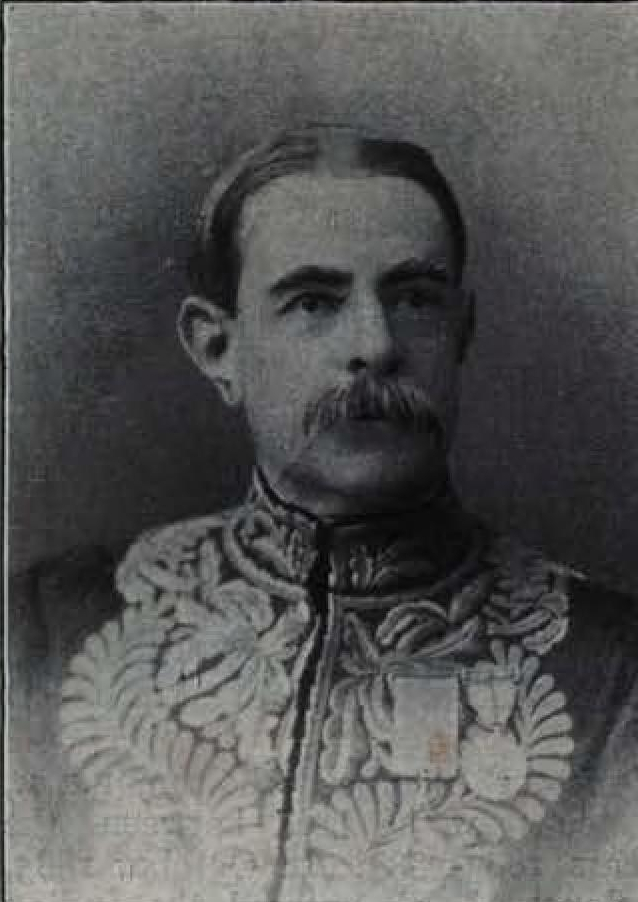
Edward Norman Baker

Sir Edward Norman Baker, KCSI (* 23. März 1857; † 28. März 1913) war ein britischer Kolonialadministrator, der unter anderem von 1911 bis 1913 Vizegouverneur der Präsidentschaft Bengalen war.

## Leben
Edward Norman Baker, Sohn von Arthur Baker, trat nach dem Besuch des Christ’s College in Finchley in den Indian Civil Service, den kolonialen Verwaltungsdienst von Britisch-Indien, und wurde 1878 in die Präsidentschaft Bengalen versetzt. Während er von 1898 bis 1902 Mitglied des Bengalischen Legislativrats war, wurde er 1900 zum Companion des Order of the Star of India (CSI) ernannt. 1905 wurde er zum Mitglied des Council of India, ein in London ansässiges 15-köpfiges Beratungsgremium des Staatssekretärs für Indien (Secretary of State for India), das 1858 durch den Government of India Act 1858 gegründet wurde. In Anerkennung seiner Verdienste wurde er am 26. Juni 1908 als Knight Commander (KCSI) des Order of the Star of India geadelt, so dass er fortan das Prädikat „Sir“ führte.
Als Nachfolger des bisherigen Amtsinhabers Sir Andrew Henderson Leith Fraser übernahm Baker am 1. Dezember 1908 am 1. Dezember 1908 den Posten als Vizegouverneur der Präsidentschaft Bengalen und bekleidete diesen bis zum 14. Juli 1911, woraufhin Frederick William Duke ihn ablöste. 
Aus seiner 1884 geschlossenen Ehe mit Mildred Marion Trevor, deren Vater Salusbury Trevor als Oberst bei den Royal Engineers diente, gingen zwei Söhne hervor.